# Standard Life Aberdeen
Standard Life Aberdeen plc es una sociedad de inversión con sede en Edimburgo (Reino Unido) y operaciones en todo el mundo. En marzo de 2017, Standard Life llegó a un acuerdo para fusionarse con la compañía de inversiones Aberdeen Asset Management, por lo que Standard Life pasó a llamarse Standard Life Aberdeen el 14 de agosto de 2017. Cotiza en la Bolsa de Londres y forma parte del índice FTSE 100.